# Indra Nooyi
Indra Nooyi (họ Krishnamurthy; sinh ngày 28 tháng 10 năm 1955) là nhà điều hành doanh nghiệp người Mỹ gốc Ấn, giữ chức chủ tịch của PepsiCo, doanh nghiệp thực phẩm lớn thứ hai thế giới về sản lượng tiêu thụ, bà là CEO 12 năm trong khoảng thời gian 2006-2018.
Bà giữ vị trí vững chắc trong số 100 người phụ nữ quyền lực nhất thế giới. Năm 2014, bà đứng thứ 13 trong số 100 người phụ nữ quyền lực nhất thế giới, theo tạp chí Forbes, đứng thứ 2 trong danh sách những phụ nữ quyền lực nhất theo tạp chí Fortune vào năm 2015.
Tháng 2 năm 2018, Hội đồng Cricket quốc tế thông báo bà Indra Nooyi sẽ tham dự bảng xếp hạng ICC với vai trò nữ chủ tịch độc lập đầu tiên vào tháng 6.

## Tiểu sử
Bà Nooyi sinh ra trong một gia đình người  Tamil tại Madras (nay là Chennai), Tamil Nadu, Ấn Độ. Bà hoàn thành chương trình phổ thông tại trường Holy Angels Anglo Indian Higher Secondary School ở T.Nagar.

## Giáo dục
Bà Nooyi nhận bằng cử nhân Vật lý, Hóa học, Toán học từ Madras Christian College trực thuộc đại học University of Madras năm 1974 và hoàn thành chương trình sau đại học của viện quản lí Ấn Độ năm 1976. 
Năm 1978, bà Nooyi được nhận vào trường Quản lý Yale và sau đó nhận bằng thạc sĩ Quản lý công và quản lý tư năm 1980.

## Công việc
Bắt đầu sự nghiệp tại Ấn Độ, bà Nooyi giữ chức quản lý sản phẩm của tập đoàn mỹ phẩm và hàng tiêu dùng  Johnson & Johnson và công ty dệt Mettur Beardsell. Trong lúc học tại trường quản lý Yale, bà Nooyi hoàn thành kì thực tập hè tại Booz Allen Hamilton.. Năm 1980, bà Nooyi tham gia vào công ty quản lý đa quốc gia Boston và sau đó giữ chức vụ chiến lược tại  Motorola và Asea Brown Boveri.

### Điều hành PepsiCo
Bà Nooyi gia nhập PepsiCo năm 1994 và trở thành CFO năm 2001. Bà là giám đốc và CEO từ năm 2006, thay thế cho Steven Reinemund, trở thành CEO thứ 5 khi tập đoàn PepsiCo được 44 năm tuổi. Bà Nooyi trực tiếp điều hành chiến lược toàn cầu của tập đoàn hơn một thập kỉ và lãnh đạo PepsiCo tái cơ cấu, trong đó phải kể đến sự ra đời của Tricon, nay là nhãn hàng  Yum! Brands. Bà Nooyi đồng thời giữ vai trò điều hành trong thắng lợi của Tropicana năm 1988, đồng thời trong công cuộc xác nhập công ty Quaker Oast của PepsiCo. Bà đứng thứ 3 trong top nhưng nữ doanh nhân quyền lực theo Fortune năm 2014.
Từ khi giữ vai trò CFO năm 2001, lợi nhuận hằng nay của công ty có bước nhảy vọt từ 2.7 tỷ dola lên 6,5 tỷ dola.
Bà Nooyi có tên trong danh sách 50 phụ nữ theo đề cử của Wall Street Journal' các năm 2007,2008, và nằm trong danh sách 100 người có ảnh hưởng nhất thế giới năm 2007, 2008 theo đề cử của tạp chí Time giai đoạn 2007 - 2008. Forbes xác lập bà là một trong 3 phụ nữ quyền lực nhất năm 2008. Năm 2014, bà đứng thứ 13 trong danh sách của Forbes. Fortune  xác lập vị trí nữ doanh nhân quyền lực nhất cho bà liên tiếp 2 năm 2009 và 2010.  Vào ngày 07 tháng 10 năm 2010, tạp chí Fortune xếp hạng bà là người phụ nữ quyền lực thứ 7 thế giới.. Theo bảng xếp hạng những người phụ nữ quyền lực nhất của Fortune, ngày 15 tháng 9 năm 2015, bà Nooyi đứng thứ 2.
Việc điều hành chiến lược của bà Nooyi tại PepsiCo đã gặt hái được những thành công lớn.. Bà phân loại các sản phẩm của PepsiCo theo 3 tiêu chí: niềm vui cho bạn (các sản phẩm như bim bim khoai tây hay nước ngọt thông thường), tốt hơn cho bạn (phiên bản giảm cân hoặc ít chất béo của bim bim và nước ngọt), và tốt cho bạn (các sản phẩm như yến mạch). Sáng kiến của bà được bà được cấp vốn dồi dào. Bà chuyển đổi mô hình kinh doanh từ đồ ăn nhẹ sang các sản phẩm vì sức khỏe, với sứ mệnh nâng cao sức khỏe thay vì những thú vui có hại.. Năm 2005, bà Nooyi bỏ chất  aspartame khỏi đồ uống Pepsi Diet, biến nó thành một đồ uống có lợi cho sức khỏe, mặc dù chưa có chứng cứ nào cho thấy aspartame là chất có hại.
Bà Nooyi đánh dấu khát khao phát triển chuỗi sản phẩm đồ ăn vặt dành cho phụ nữ, ngành mà cho đến nay vẫn chưa phát triển. Trong một bài phòng vấn trên đài phát thanh, bà Nooyi công bố PepsiCo sẽ đưa ra bao bì sản phẩm dựa trên sở thích của phụ nữ và dựa trên sự khác nhau giữa lựa chọn đồ ăn vặt của nam và nữ
Vào ngày 6 tháng 8 năm 2018, PepsiCo xác nhận rằng bà Nooyi sẽ từ chức CEO và Ramon Laguarta, với 22 năm kinh nghiệm ở PepsiCo, sẽ thay thế bà vào ngày 3 tháng 10. Ramon Laguarta đã thay thế bà, trở thành thành viên của ban giám đốc. Tuy nhiên, Bà Nooyi sẽ tiếp tục giữ vai trò chủ tịch của công ty cho đến đầu năm 2019. Trong nhiệm kỳ của bà, doanh thu của công ty đã tăng 80%. Nooyi giữ chức vụ Giám đốc điều hành trong 12 năm, dài hơn 7 năm so với vị trí CEO trung bình tại các công ty lớn, theo một nghiên cứu tương tự

## Thu nhập
Với vai trò CEO của PepsiCO năm 2011, bà Nooyi nhận được 17 triệu đô la, trong đó bao gồm lương cơ bản 1,9 triệu USD, tiền thưởng 2,5 triệu USD, tích lũy lương hưu và thù lao trả chậm 3 triệu USD.. Đến năm 2014, tổng số thu nhập của bà đã tăng lên 19.087.832 đô la, bao gồm 5,5 triệu đô la vốn chủ sở hữu 

## Chứng nhận và giải thưởng
Tạp chí Forbes đã xếp hạng Nooyi trong danh sách những người phụ nữ quyền lực nhất thế giới từ những năm 2008 đến năm 2017. Fortune xếp hạng bà Nooyi đứng đầu bảng xếp hạng hàng năm những Phụ nữ quyền lực nhất trong kinh doanh các năm 2006, 2007, 2008, 2009 and 2010. Trong năm 2008, bà Nooyi đã được vinh danh là một trong những Nhà Lãnh Đạo Tốt Nhất của Hoa Kỳ bởi U.S. News & World Report. Năm 2008, bà được lựa chọn cho là thành viên của tổ chức học thuật chuyên nghiệp của American Academy of Arts and Sciences.
Vào tháng 1 năm 2008, bà Nooyi được bầu làm chủ tịch Hội đồng Kinh doanh Mỹ-Ấn  U.S.-India Business Council (USIBC). Bà Nooyi lãnh đạo Hội đồng quản trị của USIBC, một hội đồng gồm hơn 60 giám đốc điều hành cấp cao, đại diện cho một mặt nhóm ngành công nghiệp Mỹ.
Nooyi trở thành Giám đốc điều hành chuỗi cung ứng toàn cầu năm 2009, trở thành Giám đốc điều hành của năm.
Vào năm 2009, Nooyi được Brendan Wood International, một cơ quan tư vấn, bình chọn là một trong những "CEO hàng đầu" của Brendan Wood International". Sau 5 năm đứng đầu, chủ tịch và CEO Ấn Độ của PepsiCo - Indra Nooyi đã được đẩy lên vị trí thứ hai với tư cách là người phụ nữ quyền lực nhất trong kinh doanh tại Mỹ bởi CEO của Kraft, Irene Rosenfeld.
Vào năm 2013, Nooyi đã được NDTV đánh dấu là một trong "25 Truyền thuyết sống toàn cầu vĩ đại nhất". Ngày 14 tháng 12 năm 2013, bà được vinh danh bởi Tổng thống Ấn Độ  Pranab Mukherjee tại Rashtrapati Bhavan.
Bà Nooyi được đề cử vào danh sách CEO tốt nhất trong cuộc khảo sát của đội ngũ điều hành All-America từ năm 2008 đến 2011.
Trường Quản lý Yale sẽ để bà Nooyi là chủ nhiệm khoa để tôn vinh bà khi bà tặng trường một số tiền không được tiết lộ, trở thành nhà tài trợ, cựu sinh viên thành công, người phụ nữ đầu tiên giữ chức chủ nhiệm khoa ở một trường kinh tế danh giá.
| Năm  | Tên giải thưởng/ chứng nhận          | Tổ chức xác nhận                         | Ghi chú.            |
| ---- | ------------------------------------ | ---------------------------------------- | ------------------- |
| 2018 | Honorary Degree                      | Cranfield University                     | [ 49 ]              |
| 2015 | Honorary Doctorate of Humane Letters | State University of New York at Purchase | [ 50 ]              |
| 2013 | Honorary Degree                      | North Carolina State University          | [ 51 ]              |
| 2011 | Honorary Doctor of Laws              | Wake Forest University                   | [ cần dẫn nguồn ]   |
| 2011 | Honorary Doctor of Laws              | University of Warwick                    | [ 52 ]              |
| 2011 | Honorary Doctorate of Law            | Miami University                         | [ 53 ]              |
| 2010 | Honorary Doctorate of Humane Letters | Pennsylvania State University            | [ 54 ]              |
| 2009 | Honorary Degree                      | Duke University                          | [ 55 ]              |
| 2009 | Barnard Medal of Honor               | Barnard College                          | [ 56 ]              |
| 2008 | Honorary Degree                      | New York University                      | date=September 2013 |
| 2007 | Padma Bhushan                        | President of India                       | [ 57 ]              |
| 2004 | Honorary Doctor of Laws              | Babson College                           | [ 58 ]              |

## Hoạt động cộng đồng
Bà Nooyi là thành viên của tổ chức Yale Bà là thành viên của Hội đồng Quản trị Diễn đàn Kinh tế Thế giới, Ủy ban Cứu hộ Quốc tế, và Trung tâm Nghệ thuật Biểu diễn Lincoln World Economic Forum(International Rescue Committee, Catalyst and the Lincoln Center for the Performing Arts). Bà cũng là thành viên Hội đồng quản trị của Eisenhower Fellowship và là Chủ tịch Hội đồng kinh doanh Mỹ-Ấn.
Nooyi hoạt động như là một đồng chủ tịch danh dự cho dự án tư pháp thế giới. Dự án Pháp quyền hoạt động nhằm dẫn lãnh đạo toàn cầu, đa ngành để thắt chặt Quy tắc Luật để phát triển các cộng đồng cơ hội và công bằng
Vào tháng 12 năm 2016, Nooyi tham gia một diễn đàn kinh doanh do President-Elect Trump để cung cấp tư vấn chiến lược và chính sách về các vấn đề kinh tế.

## Cuộc sống cá nhân
Indra kết hôn với Raj K. Nooyi, chủ tịch của AmSoft Systems, vào năm 1981. Nooyi có hai con gái và sống ở Greenwich, Connecticut. Một trong những cô con gái của cô hiện đang theo học trường Quản lý tại Yale, trường cũ của Nooyi. Forbes xếp hạng bà ở vị trí thứ 3 trong danh sách "Các bà mẹ quyền lực nhất thế giới.
Chị gái của cô là nữ doanh nhân và nghệ sĩ được đề cử giải Grammy- Chandrika Krishnamurthy Tandon.
 Ở Ấn Độ, bà từng chơi cricket và guitar trong một ban nhạc rock